# Дворец султана (Занзибар)
Дворец султана (англ. Sultan's Palace) — одно из главных исторических зданий Каменного города на Занзибаре, Танзания. Представляет собой трёхэтажное здание с белыми стенами, украшенными зубцами, расположенное на Мизингани-роуд, на берегу моря, между Домом чудес и Старым диспансером.

## История
Располагается на месте предыдущего дворца, называемого Байт ас-Сахель, который был разрушен во время англо-занзибарской войны 1896 года. Нынешний дворец был построен в конце XIX века и служил резиденцией семьи султана. После Занзибарской революции 1964 года был официально переименован в Народный дворец и использовался в качестве правительственной резиденции. В 1994 году стал музеем королевской семьи и истории Занзибара.
Один этаж музея посвящен султану Халифу ибн Харубу ибн Тувайни, ещё один — Эмили Рюте, бывшей занзибарской принцессе, которая бежала из султаната в Гамбург (Германия), вместе со своим мужем Рудольфом Генрихом Рюте. Среди экспонатов — некоторые из её сочинений, одежда и аксессуары повседневной жизни. Некоторые предметы мебели и другие вещи семьи султана представлены на выставке, чтобы дать посетителям представление о том, какой была жизнь на Занзибаре в XIX веке.